# Władimir Maj-Majewski

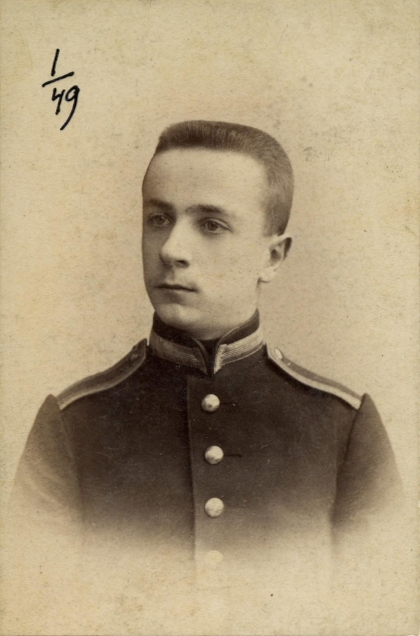
Władimir Maj-Majewski jako kadet, 1893

Władimir Zenonowicz Maj-Majewski, ros. Владимир Зенонович (Зиновьевич) Май-Маевский (ur. 15 września?/27 września 1867 w Sankt-Petersburgu, zm. 13 listopada 1920 w Sewastopolu) – rosyjski wojskowy, generał porucznik, naczelny dowódca białej Armii Ochotniczej między majem a grudniem 1919 r.

## Życiorys

### Kariera w armii Imperium Rosyjskiego
Pochodził z polskiej, drobnoszlacheckiej rodziny herbu Starykoń z guberni mohylewskiej. W armii rosyjskiej od 1885. Ukończył 1 korpus kadetów, a następnie Nkołajewską Akademię Sztabu Generalnego w 1896. Bezpośrednio po ukończeniu akademii był starszym adiutantem sztabu 13 Dywizji Piechoty, następnie od maja 1898 r. – 15 Dywizji Kawalerii.
Od 4 listopada 1900 szef sztabu twierdzy Osowiec, od 15 listopada 1903 oficer sztabowy 7 Turkiestańskiej Brygady Strzelców. W czasie wojny rosyjsko-japońskiej był szefem sztabu 8 Wschodniosyberyjskiej Dywizji Strzelców (10.5.1905-19.9.1906). Od 2 sierpnia 1910 dowódca 44 Kamczackiego Pułku Piechoty, którym dowodził w początkach I wojny światowej. Wyróżnił się jako błyskotliwy dowódca pułku; za walki nad Sanem (6–22 października 1914) odznaczony 11 kwietnia 1915 szablą św. Jerzego. 20 listopada 1915 r. odznaczony orderem św. Jerzego IV stopnia. Od listopada 1914 dowódca 2 brygady 11 Dywizji Piechoty. Od 17 grudnia 1915 generał do zleceń przy dowódcy 11 Armii. Od 8 października 1916 dowódca 35 Dywizji Piechoty.
Po rewolucji lutowej i obaleniu caratu był od 18 kwietnia 1917 dowódcą 4 Dywizji Piechoty, następnie od 8 lipca 1917 do przewrotu bolszewickiego (rewolucji październikowej) dowodził 1 Korpusem Gwardii, funkcję opuścił w styczniu 1918. Przez zebranie żołnierskie odznaczony po 24 czerwca 1917 Krzyżem Świętego Jerzego z gałązką laurową.

### W Armii Ochotniczej
W 1918 r. udał się nad Don, gdzie gen. Michaił Aleksiejew był w trakcie tworzenia białych sił zbrojnych, od 31 grudnia 1917 r. oficjalnie noszących nazwę Armii Ochotniczej. W listopadzie 1918 r. Maj-Majewskiemu powierzono dowodzenie 3 dywizją strzelecką (drozdowską).
Od lutego 1919 r. dowodził Azowską, następnie Doniecką Grupą Wojsk (II korpusem) w składzie Armii Ochotniczej; do jego dwunastotysięcznego korpusu włączono najlepsze oddziały, jakimi dysponowały w danym momencie Siły Zbrojne Południa Rosji. Odniósł szereg efektownych zwycięstw nad przeważającymi, lecz znacznie gorzej dowodzonymi i wyszkolonymi siłami Armii Czerwonej (13 Armia pod dowództwem Innokientija Kożewnikowa) w walkach o Donbas w kwietniu – maju 1919 r.. Maj-Majewski okazał się jednym z najlepszych białych dowódców okresu wojny domowej, zdolnym do planowania działań wojennych w specyficznych warunkach tego konfliktu. Podczas bitwy o Donbas znakomicie wykorzystał istniejącą w regionie sieć połączeń kolejnych do błyskawicznego przerzutu oddziałów. Był także jednym z pierwszych rosyjskich dowódców, który umiał zastosować podczas operacji lotnictwo. Wyróżniał się osobistą odwagą i charyzmą, regularnie przybywając na najbardziej zagrożone odcinki frontu i osobiście zachęcając żołnierzy do walki. Jego popularność brała się jednak również z faktu, iż przyzwalał swoim podkomendnym na rabunki.
Po zwycięstwie białych w Donbasie na początku czerwca 1919 r. kontynuował ofensywę w kierunku północno-zachodnim i 27 czerwca 1919 r. odebrał czerwonym Charków. W trakcie bitew na Lewobrzeżu, 23 maja, został mianowany dowódcą całej Armii Ochotniczej (od lutego składowej Sił Zbrojnych Południa Rosji), natomiast po zdobyciu Charkowa Anton Denikin mianował go gubernatorem wojskowym Charkowa. Jego władza rozciągała się na teren opanowanych przez białych części guberni połtawskiej, chersońskiej, woroneskiej, kurskiej i jekaterynosławskiej.
Maj-Majewski pozostał na stanowisku do grudnia 1919 r – stracił je po ostatecznej klęsce ofensywy Sił Zbrojnych Południa Rosji na Moskwę. W planie tej operacji 3 lipca gen. Denikin powierzył mu zadanie osiągnięcia linii Dniepru i Desny, opanowania Kijowa i zabezpieczenia punktów przeprawy przez Dniepr między Jekaterynosławiem a Briańskiem, zaś w dalszej perspektywie – marszu w kierunku rosyjskiej stolicy przez Kursk, Orzeł i Tułę. Maj-Majewski dowodził oddziałami liczącymi łącznie 20 500 żołnierzy. Biali zdołali zająć Kijów (23 sierpnia), Kursk (20 września) i Orzeł (14 października), lecz na tym etapie ich marsz został zatrzymany. 20 października Maj-Majewski musiał opuścić Orzeł, by uniknąć okrążenia. W grudniu 1919 r. Armia Ochotnicza musiała wycofać się również z Charkowa.  
Maj-Majewski był w dużej części odpowiedzialny za klęskę całej operacji, z powodu przegranych starć pod Tułą i Orłem, toteż został przeniesiony do dyspozycji głównodowodzącego Sił Zbrojnych Południa Rosji bez przydziału bojowego (grudzień 1919 – 30 października 1920). Inną przyczyną odebrania mu dowództwa był alkoholizm, gorszący styl życia, przyzwalanie na bezprawie, grabieże i akty białego terroru na kontrolowanych przez niego terenach, co zniechęcało miejscową ludność i czyniło ją wrogą wobec sił antybolszewickich.
Został ewakuowany z Noworosyjska na Krym w marcu 1920 r., gdy z niemożliwego do utrzymania Kaukazu Północnego wycofywało się na okrętach dowództwo Sił Zbrojnych Południa Rosji z Denikinem na czele. Zmarł na zawał serca, wsiadając w Sewastopolu na statek, którym po klęsce armii Wrangla miał w listopadzie 1920 opuścić Rosję.

## Odznaczenia
- Order Świętego Stanisława III klasy (1900);
- Order Świętej Anny III klasy (1904);
- Order Świętego Stanisława II klasy (1906);
- Order Świętej Anny II klasy (1907);
- Order Świętego Włodzimierza IV klasy (1909; 28.02.1910);
- Order Świętego Włodzimierza III klasy (1912; 21.03.1913);
- Order Świętego Jerzego IV klasy (20.11.1915);
- Broń Złota (11.04.1915);
- Krzyż Świętego Jerzego IV klasy z liściem laurowym (1917);
- Order św. Michała i św. Jerzego (brytyjski) (1919).

## Źródła
- J.D. Smele: The „Russian” Civil Wars 1916-1926. Ten Years That Shook the World. London: Hurst&Company, 2015. ISBN 978-1-84904-721-0. (ang.).
- P. Kenez: Red Attack, White Resistance: Civil War in South Russia 1918. Washington DC: New Academia Publishing, 2004. ISBN 0-9744934-4-9. (ang.).
- P. Kenez: Red Advance, White Defeat. Civil War in South Russia 1919-1920. Washington DC: New Academia Publishing, 2004. ISBN 0-9744934-5-7. (ang.).
- Biogramy Władimira Maj-Majewskiego na portalu hrono.ru